# Embraer

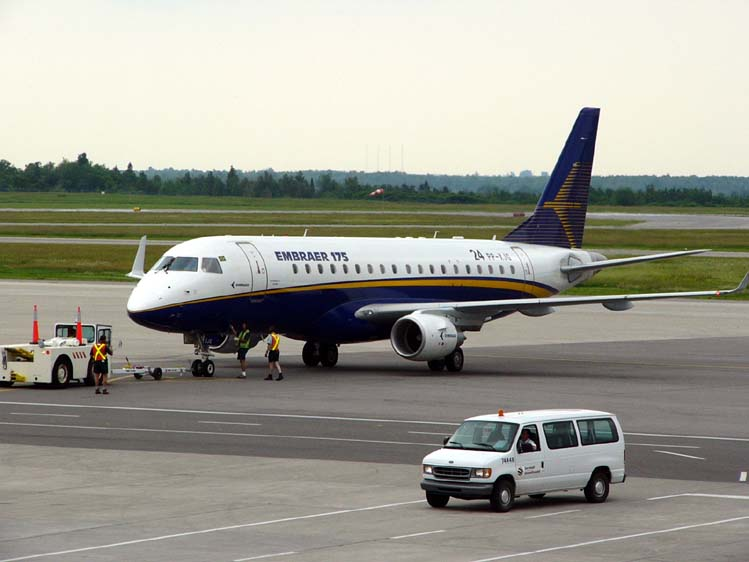
Embraer 175 på Ottawa International Airport 2005.

EMBRAER - Empresa Brasileira de Aeronáutica S.A, är en brasiliansk flygplanstillverkare, grundad 1969, med huvudkontor i São Paulo. Företaget har 19 000 anställda (2024) och är ett av Brasiliens största exportföretag. Det producerar flygplan för både civilt och militärt bruk, med tillverkning i São José dos Campos, i delstaten São Paulo. Främst tillverkar man små och medelstora passagerarflygplan med en kapacitet upp till hundra passagerare. Embraer var ursprungligen statligt, men privatiserades 1994.

## Flygplan

### Kommersiella

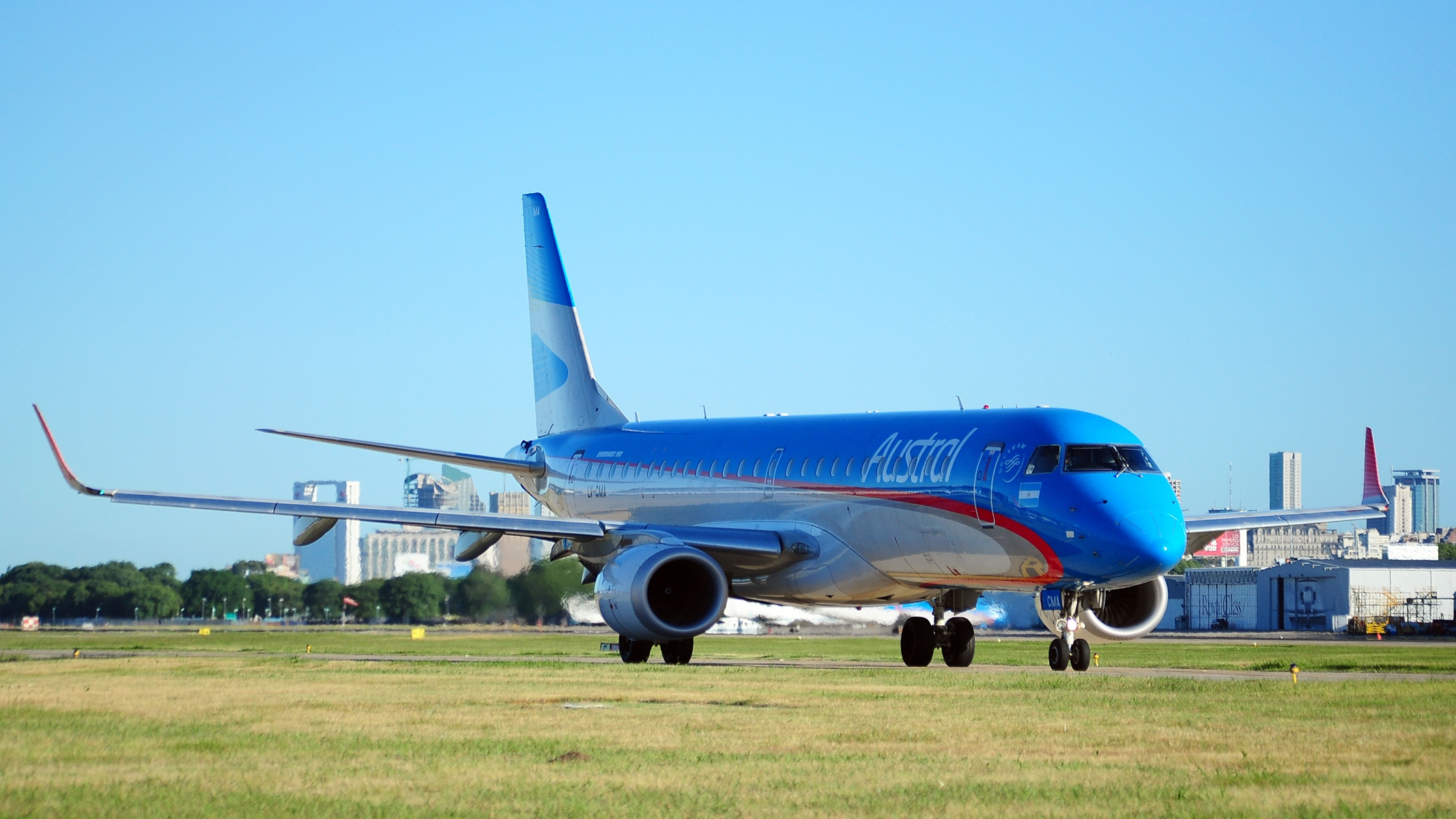
Embraer 190 - Austral Lineas Aereas

- Embraer EMB 110
- Embraer EMB 120
- Embraer ERJ 135
- Embraer ERJ 140
- Embraer ERJ 145
- Embraer 170
- Embraer 175
- Embraer 190
- Embraer 195
- Embraer 175-E2
- Embraer 190-E2
- Embraer 195-E2

### Militära
- AMX International AMX
- Embraer Super Tucano/ALX
- Embraer AMX-T
- Embraer EMB 145 AEW&C
- Embraer EMB 145 RS/AGS
- Embraer KC-390
- Embraer P 99